# Cantone di Irigny
Il Cantone di Irigny era una divisione amministrativa dell'arrondissement di Lione.
È stato soppresso a seguito della riforma complessiva dei cantoni del 2014, che è entrata in vigore il 1º gennaio 2015 con la creazione della Metropoli di Lione.
Comprendeva i comuni di:
- Charly
- Irigny
- Pierre-Bénite
- Vernaison